# Placówka Straży Celnej „Dębowiec”

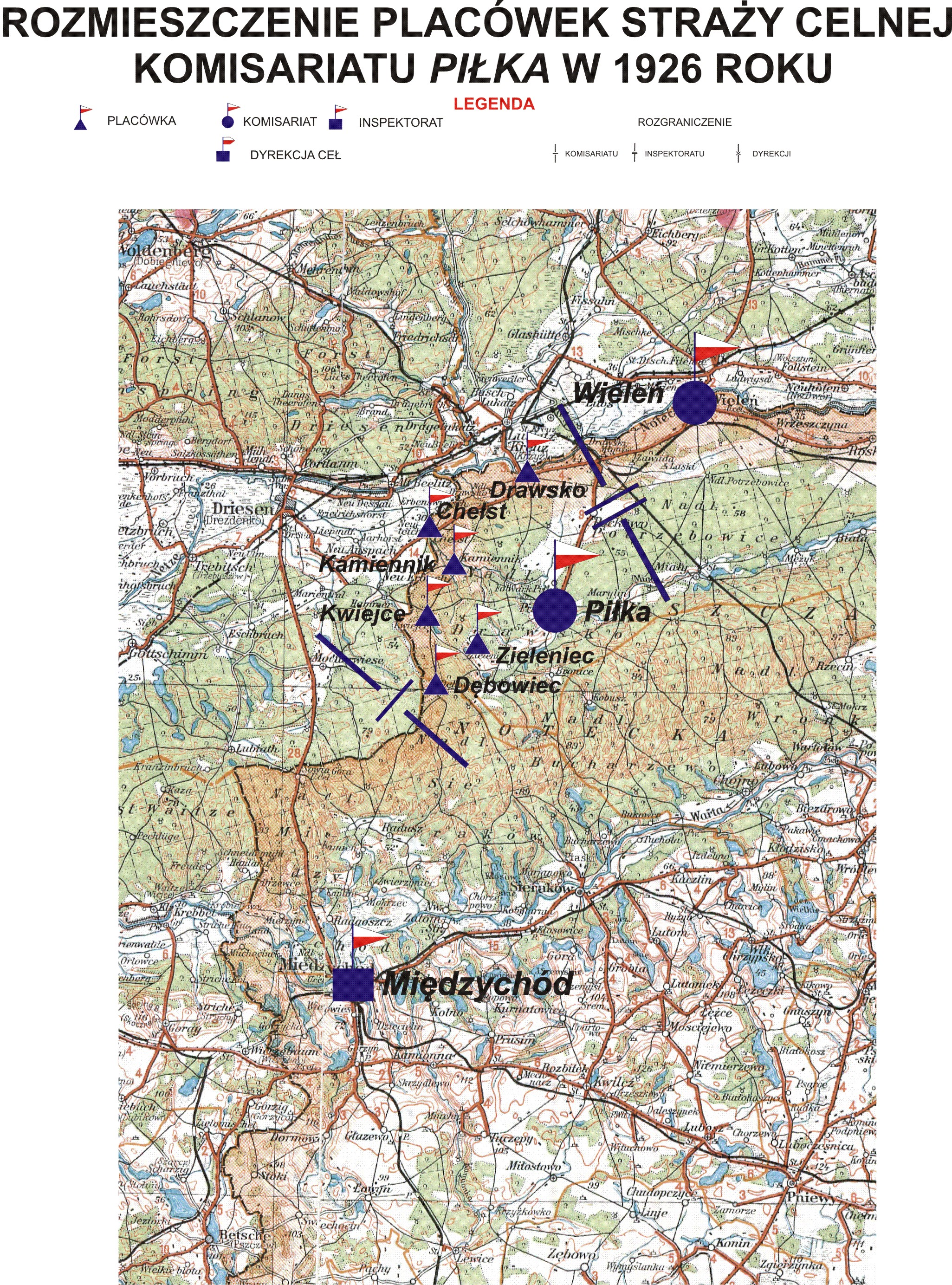
Rozlokowanie placówek Straży Celnej Komisariatu Piłka w 1926

Placówka Straży Celnej „Dębowiec” – jednostka organizacyjna Straży Celnej pełniąca w okresie międzywojennym służbę ochronną na granicy polsko-niemieckiej.

## Formowanie i zmiany organizacyjne
Na wniosek Ministerstwa Skarbu, uchwałą z 10 marca 1920 roku, powołano do życia Straż Celną. Od połowy 1921 roku jednostki Straży Celnej rozpoczęły przejmowanie odcinków granicy od pododdziałów Batalionów Celnych. Proces tworzenia Straży Celnej trwał do końca 1922 roku. Placówka Straży Celnej „Dębowiec” weszła w podporządkowanie komisariatu Straży Celnej „Piłka” z Inspektoratu SC „Międzychód”.
W drugiej połowie 1927 roku przystąpiono do gruntownej reorganizacji Straży Celnej. W praktyce skutkowało to rozwiązaniem tej formacji granicznej. Ochronę północnej, zachodniej i południowej granicy państwa przejęła powołana z dniem 2 kwietnia 1928 roku Straż Graniczna.
Rozkazem nr 3 z 25 kwietnia 1928 roku w sprawie organizacji Wielkopolskiego Inspektoratu Okręgowego dowódca Straży Granicznej gen. bryg. Stefan Pasławski określił strukturę organizacyjną komisariat SG „Piłka”. Placówka Straży Granicznej I linii „Dębowiec” znalazła się w jego strukturze.

## Funkcjonariusze placówki
Kierownicy placówki
| stopień    | imię i nazwisko, numer | okres pełnienia służby | kolejne stanowisko |
| ---------- | ---------------------- | ---------------------- | ------------------ |
| przodownik | Józef Mielcarek (472)  | był w 1926             |                    |

Obsada personalna placówki w 1926:
- przodownik Józef Mielcarek (472)
- strażnik Jan Skrzypiński (385)
- strażnik Antoni Gapski (281)
- strażnik Marian Konieczka (669)
- strażnik Stanisław Katner (1894)
- strażnik Franciszek Pilarczyk (2045)
- strażnik Stanisław Hurysz (2496)
- strażnik Józef Rosik (3347)
- strażnik Michał Wysocki (2117)